# إدين أديموفيتش
إدين أديموفيتش (ولد في 2 تشرين الأول / أكتوبر 1987) لاعب كرة قدم صربي–بوسني يلعب في صفوف نادي رادنيك بيلينا.

## إنجازات
- كأس السوبر المقدونية: 2013

## وصلات خارجية
- إدين أديموفيتش على موقع قاعدة بيانات كرة القدم.إي يو (الإنجليزية)
- إدين أديموفيتش على موقع Soccerway.com (الإنجليزية)
- إدين أديموفيتش على موقع عالم كرة القدم.نت (الإنجليزية)
- نبذة عن احصائيات في Srbijafudbal.
- Weltfussball.de
- إدين Ademović احصائيات في Utakmica.rs
- إدين Ademović في Footballdatabase